# ピケンズ郡 (サウスカロライナ州)
ピケンズ郡（英: Pickens County）は、アメリカ合衆国サウスカロライナ州の北西部に位置する郡である。2010年国勢調査での人口は119,224人であり、2000年の110,757人から7.6%増加した。郡庁所在地はピケンズ市（人口3,126人）であり、同郡で人口最大の都市は、隣接するアンダーソン郡に跨るイーズリー市（人口19,993人）である。
ピケンズ郡はグリーンビル・アンダーソン・モールディン大都市圏に属している。

## 歴史
ピケンズ郡は1826年に設立された。郡名はアメリカ独立戦争の将軍であり、サウスカロライナ州選出アメリカ合衆国下院議員を務めたアンドリュー・ピケンズに因んで名付けられた。

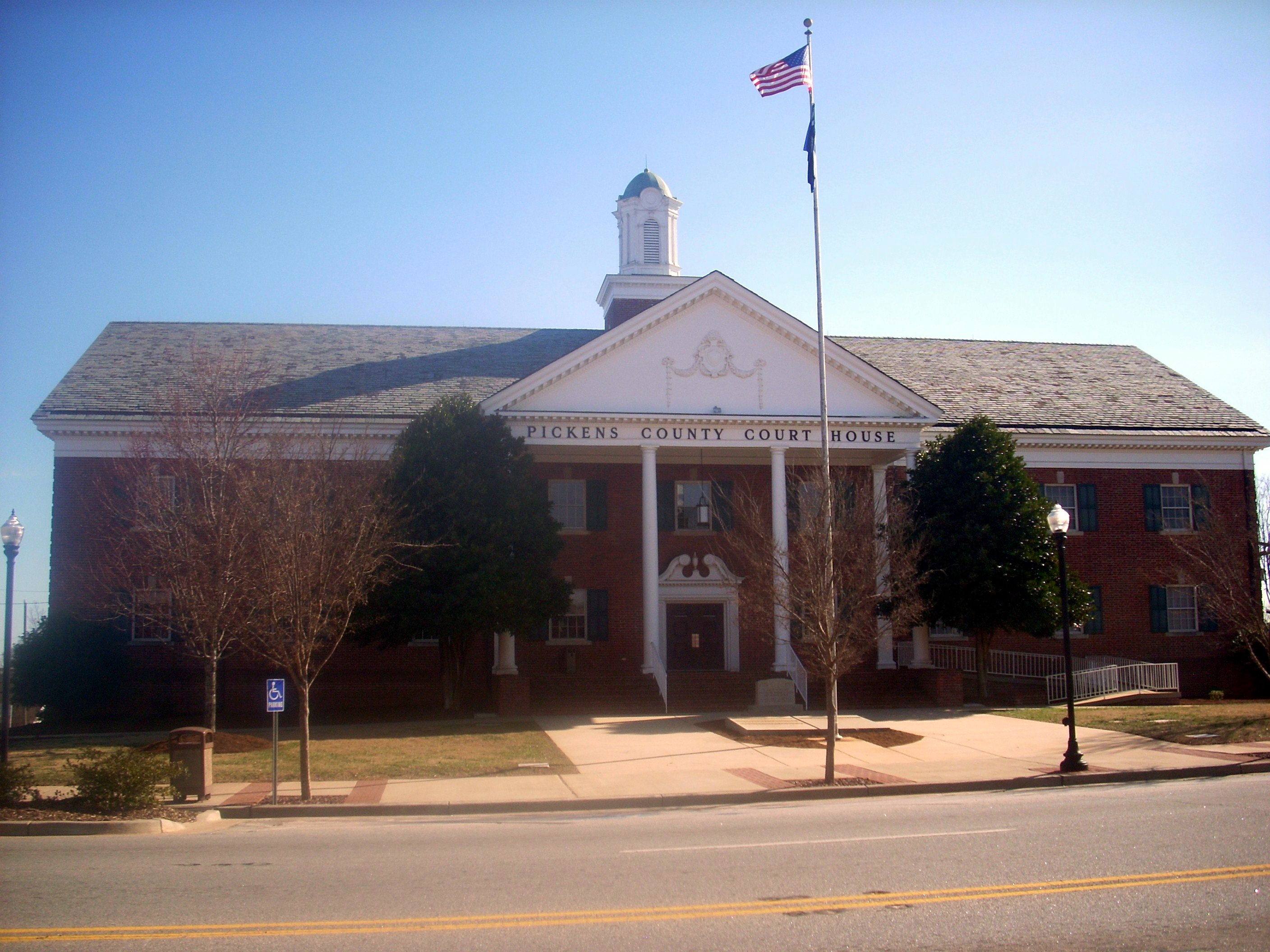
ピケンズ市にあるピケンズ郡庁舎

## 地理
アメリカ合衆国国勢調査局に拠れば、郡域全面積は512平方マイル (1,326 km2)であり、このうち陸地497平方マイル (1,287 km2)、水域は15平方マイル (39 km2)で水域率は2.92%である。郡内にはサウスカロライナ州の自然の最高地点である標高3,560フィート (1,085 m) のササフラス山がある。テーブルロック州立公園も郡内にある。

### 主要高規格道路
| - アメリカ国道76号線 - アメリカ国道123号線 - アメリカ国道178号線 |

### 隣接する郡
- トランシルベニア郡 (ノースカロライナ州) - 北
- グリーンビル郡 - 東
- アンダーソン郡 - 南
- オコニー郡 - 西

## 人口動態
以下は2000年国勢調査による人口統計データである。
| 基礎データ - 人口: 110,757人 - 世帯数: 41,306 世帯 - 家族数: 28,459 家族 - 人口密度: 86人/km2（223人/mi2） - 住居数: 46,000軒 - 住居密度: 36軒/km2（93軒/mi2） 人種別人口構成 - 白人: 90.27% - アフリカン・アメリカン: 6.82% - ネイティブ・アメリカン: 0.16% - アジア人: 1.18% - 太平洋諸島系: 0.01% - その他の人種: 0.70% - 混血: 0.85% - ヒスパニック・ラテン系: 1.70% 先祖による構成 - アメリカ人：27.9% - イギリス系：11.8% - アイルランド系：11.6% - ドイツ系：10.3% - スコットランド・アイルランド系：5.0% 年齢別人口構成 - 18歳未満: 22.3% - 18-24歳: 17.5% - 25-44歳: 27.6% - 45-64歳: 21.2% - 65歳以上: 11.4% - 年齢の中央値: 33歳 - 性比（女性100人あたり男性の人口） - 総人口: 99.6 - 18歳以上: 98.2 | 世帯と家族（対世帯数） - 18歳未満の子供がいる: 31.2% - 結婚・同居している夫婦: 55.6% - 未婚・離婚・死別女性が世帯主: 9.4% - 非家族世帯: 31.1% - 単身世帯: 23.3% - 65歳以上の老人1人暮らし: 8.2% - 平均構成人数 - 世帯: 2.50人 - 家族: 2.95人 収入と家計 - 収入の中央値 - 世帯: 36,214米ドル - 家族: 44,507米ドル - 性別 - 男性: 31,795米ドル - 女性: 22,600米ドル - 人口1人あたり収入: 17,434米ドル - 貧困線以下 - 対人口: 13.7% - 対家族数: 7.8% - 18歳未満: 12.2% - 65歳以上: 11.7% |

## 都市と町
- エリアル（国勢調査指定地域）
- セントラル
- クレムソン（一部はアンダーソン郡内）
- ダカスビル
- イーズリー（一部はアンダーソン郡内）
- リバティ
- ノリス
- ピケンズ - 郡庁所在地
- サンセット
- シックスマイル

## 教育

### 初等中等教育
ピケンズ教育学区はサンシャインレビューからトランスペアレンシー・スコア"A-"を獲得し、州内の最高ランクである。

### 高等教育機関
- クレムゾン大学
- サザンウェズレヤン大学

### 図書館
郡内にはピケンズ郡図書館システムがあり、イーズリーに本部、他4か所に支所がある。

## 著名な出身者
- ジョー・ジャクソン、メジャーリーグベースボール選手、シューレス・ジョーと呼ばれた、1888年7月1日生まれ、1919年のブラックソックス事件に関与した